# 劉仁澍
劉仁澍（越南语：／，？—1433年），即黎仁澍，越南后黎朝初期将领，为蓝山起义时黎利麾下重要将领之一。
劉仁澍是太原府大慈县人。1416年，清化豪族黎利舉行隴崖會誓，劉仁澍與黎慎、黎文安、黎文零、鄭可、張雷、黎柳、裴國興、黎寧、黎獫、武威、阮廌、丁列、黎來、黎涪、阮理、張斕等十八人一起，與黎利一同祭拜東王公，發動藍山起義以反抗明朝的統治。此后，先后追随黎利到至灵山和乂安。1425年，丁礼奉黎利之命攻打演州，劉仁澍与黎察一起率兵接应。1427年，明朝派柳升讨伐黎利，劉仁澍与黎察、黎冷、丁列、黎受奉命带兵一万战象五只设伏于支棱关（在今谅山省），大败明军，将柳升击毙。
后黎朝建立之后，劉仁澍被认定为功臣，赐国姓黎。1429年，黎利封长子开郡公黎思齐为国王，次子梁郡公黎元龙（即后来的黎太宗）为皇太子，令黎仁澍（刘仁澍）与黎察、黎银、黎理（阮理）和黎国兴（裴国兴）五人一起辅佐黎元龙。1431年，被封为司寇。
1433年黎元龙继位，是为黎太宗，因年幼，由黎察执掌朝政。劉仁澍与黎察不和，被黎察诛杀。1484年黎圣宗为他平反，追赠太傅、永国公的爵位。